# Placetas
Placetas este un oraș din provincia Villa Clara, Cuba. Până în 1959 purta numele de Las Villas. Placetas este un centru comercial și de producție pentru bogatul hinterland agricol și pastoral. În oraș sunt prelucrate tutun, trestie de zahăr, fructe și vite, iar în apropiere se găsesc aur și asfalt. Mărfurile sunt exportate prin portul Caibarién la nord sau trimise la Santa Clara prin autostrada centrală a țării și o linie feroviară importantă.În anul 2011 avea o populație de 40.600 de persoane.